# Mitsada Saitaifah
Mitsada Saitaifah (laotisch ມິດສະດາ ສາຍໄຕ້ຟ້າ ອາຍຸ, * 25. Januar 1987 in Saint-Amand-Montrond, Frankreich) ist ein laotischer Fußballspieler.

## Karriere

### Verein
Mitsada Saitaifah spielte von 2008 bei den unterklassigen französischen Vereinen SO Romorantin, Bourges 18, Vendée Fontenay Foot und Le Puy Foot. 2016 ging er nach Laos. Hier schloss er sich dem Erstligisten Lanexang United FC. Am Ende der Saison feierte er mit dem Verein die laotische Meisterschaft. Nach der Saison 2016 und dem Gewinn der Meisterschaft wurde der Verein wegen Spielmanipulationen gesperrt. Wo er 2017 gespielt hat, ist unbekannt. 2018 zog es ihn nach Thailand, wo er in Pattani einen Vertrag beim Viertligisten Pattani FC unterschrieb. Mit dem Verein spielte er in der Southern Region der Liga. Die Spielzeit 2021/22 stand er beim Drittligisten Satun United FC unter Vertrag. Mit dem Verein aus Satun spielte er in der Southern Region der Liga. Nach einer Spielzeit wechselte er zum ebenfalls in der Southern Region spielenden Young Singh Hatyai United. Nach acht Ligaspielen wurde sein Vertrag nach der Hinrunde im Dezember 2022 aufgelöst. Nach kurzer Vertragslosigkeit unterschrieb er im Juni 2023 einen Vertrag beim Drittligisten Phatthalung FC. Mit dem Verein aus Phatthalung stand er im Finale des Thai League 3 Cups. Das Spiel gegen Maejo United FC gewann man mit 1:0 nach Verlängerung. Im Sommer 2024 wechselte er in der North/Eastern Region. Hier schloss er sich dem Muang Loei United FC an. Nach neun Ligaspielen wurde sein Vertrag nach der Hinrunde im Dezember 2024 nicht verlängert. Im Januar 2025 unterschrieb er einen Vertrag bei dem in der Southern Region spielenden PT Satun FC.

### Nationalmannschaft
Mitsada Saitaifah spielte 2021 dreimal in der laotischen Nationalmannschaft. Hier kam er im Rahmen der Südostasienmeisterschaft in Singapur zum Einsatz.

## Erfolge
Lanexang United FC
- Laotischer Meister: 2016

Phatthalung FC
- Thai League 3 Cup-Sieger: 2023/24